# Giuseppe Maria Sensi
Giuseppe Maria Sensi, italijanski rimskokatoliški duhovnik, škof in kardinal, * 27. maj 1907, Cosenza, † 26. julij 2001.

## Življenjepis
21. decembra 1929 je prejel duhovniško posvečenje.
21. maja 1955 je bil imenovan za naslovnega nadškofa Sardesa in za apostolskega nuncija v Kostariki; 24. julija istega leta je prejel škofovsko posvečenje.
12. januarja 1957 je postal apostolski delegat v Jeruzalemu in Palestini, 10. maja 1962 apostolski nuncij na Irskem in 8. julija 1967 apostolski nuncij na Portugalskem. 
Leta 1976 je postal uradnik v Rimski kuriji.
24. maja 1976 je bil povzdignjen v kardinala in imenovan za kardinal-diakona Ss. Biagio e Carlo ai Catinari.
22. junija 1987 je postal kardinal-duhovnik Regina Apostolorum.